# James Lynch
James Lynch (Worcester, Massachusetts), é um cantor, guitarrista e compositor estadunidense. Atualmente é guitarrista da banda de punk rock Dropkick Murphys.

## Carreira
Lynch entrou na banda em 2000, depois que o guitarrista original Rick Barton deixou a banda para se casar.. Anteriormente foi membro das bandas The Ducky Boys, The Pinkerton Thugs e Gimmie Dange, junto com Marc Orrell, Tim Brennan, e Ben Karnavas.[carece de fontes?]

## Equipamentos
James Lynch usa uma guitarra Gibson Les Paul 1981 Custom[carece de fontes?] e um amplificador Orange Rocker 30, mas já usou um Marshall JCM800.